# Essequibo (rzeka)
Essequibo – najdłuższa rzeka w Gujanie, o długości 965 km i powierzchni dorzecza 155 tys. km². 
Essequibo ma źródła na Wyżynie Gujańskiej i uchodzi estuarium do Oceanu Atlantyckiego. Na przebiegu rzeki występują liczne wodospady. 
Główne dopływy (lewostronne): Rupununi, Potaro, Cuyuni i Mazaruni.
W dolinie rzeki znajdują się eksploatowane złoża złota i diamentów.